# Anyme
Anyme ou Anyme023, né le 3 mai 2003 à Liévin (Pas-de-Calais), est un streameur et vidéaste web français.

## Biographie

### Jeunesse et éducation
Maxence Turlot naît le 3 mai 2003 à Liévin en périphérie de Lens dans le Pas-de-Calais. Il passe le début de son enfance dans cette même ville, puis déménage à Rennes au moment du collège et y passe le reste de son adolescence. Enfant unique, il s’intéresse rapidement aux jeux vidéo et rejoint dès 2018 la plateforme Musical.ly. Alors que l’application est principalement utilisée pour publier des vidéos de chorégraphies, il y poste ses premières vidéos humoristiques, où il se moque gentiment de ces contenus viraux. « J’ai commencé à me faire une petite communauté », raconte-t-il dans une interview avec Zack Nani.
Il suit à Rennes un cursus en communication-marketing, obtenu en 2024,. En parallèle de ses études, il travaille à temps partiel chez McDonald's, emploi qu’il évoque avec autodérision dans plusieurs de ses vidéos. 
Une période de galères qu’il décrit comme un moteur pour sa créativité en ligne.

### Carrière

#### Débuts sur les réseaux sociaux et percée sur TikTok (2021-2024)
En 2021, Anyme ouvre son compte TikTok où il se contente au départ de publier les blagues qu’il envoyait à ses amis sur Snapchat.
En mars 2024, un extrait d’un live TikTok d’Anyme est relayé par un internaute sur la plateforme. On l'y voit imiter le TikTokeur Ayoub en reprenant de manière décalée une partie du refrain de Temps en temps de Koba LaD et Zola, à l’occasion d’un live célébrant ses 300 000 abonnés. La vidéo devient rapidement virale et atteint plusieurs millions de vues. Ce buzz soudain permet à Anyme de gagner plus de 200 000 abonnés en moins d’une semaine, franchissant ainsi la barre des 500 000 abonnés sur TikTok.
Ce phénomène a également un impact sur la chanson d’origine : Temps en temps connaît une hausse de 42 % des écoutes sur Spotify, selon les données relayées par Mouv’, et est certifiée single de diamant par le SNEP. Bien que la publication ne soit pas de son initiative, Anyme déclare n’avoir rien prémédité et affirme qu’il s’agissait simplement d’une imitation spontanée, sans objectif viral,.

#### Débuts sur Twitch et création d’entreprise (2024)
Le 7 mai 2024, Anyme réalise son premier live sur Twitch. Durant ses débuts, il rassemble en moyenne entre 300 et 500 spectateurs,.En août 2024, il crée sa société, Anymempire, domiciliée à Rennes, marquant une étape importante dans la professionnalisation de son activité.
Durant cette période, il développe principalement des contenus autour du mode GTA RP dans le jeu GTA V, où il incarne différents personnages, notamment un chirurgien. Par ailleurs, il se fait remarquer par ses imitations, comme celle de Nicolas Sarkozy, ainsi que par ses parodies humoristiques.
Les courts extraits des lives d’Anyme, souvent humoristiques et découpés, sont massivement partagés sur TikTok, X et Instagram. Ces contenus, largement diffusés par ses fans, contribuent à accroître rapidement sa notoriété, principalement en dehors de Twitch.

#### Shamballaet montée en popularité (2025)
En mars 2025, Anyme dévoile son single Shamballa, en collaboration avec la chanteuse martiniquaise Shaydee's. Le titre rencontre un certain succès, avec plusieurs millions de vues sur YouTube et en étant certifié single d'or le 10 juillet 2025. Le 29 juin 2025, il interprète Shamballa lors du festival Solidays, pendant le show de Théodort. Il est également invité à interpréter le morceau sur Skyrock, dans l'émission Planète Rap.
Avec le temps, ce nouveau public commence à suivre son activité sur Twitch, où il gagne en visibilité. Au cours de l’année 2025, sa popularité sur la plateforme progresse fortement. En avril 2025, Anyme est ainsi devenu le troisième streamer le plus regardé sur Twitch francophone, avec 2,66 millions d’heures visionnées.

#### Les Flammes, GP Explorer 3 et top streameur Twitch (2025)
Le 13 mai 2025, Anyme023 commente en direct sur Twitch la cérémonie des Flammes 2025, une remise de prix consacrée aux artistes rap et hip-hop. Accompagné du créateur de contenu Grandingo, il anime le live depuis les coulisses de l’événement, rassemblant près de 30 000 spectateurs. 
Le 4 juin 2025, Squeezie annonce qu’Anyme et Houdi formeront une écurie pour participer au GP Explorer : The Last Race, une course de Formule 4 organisée par le Squeezie,. Bien qu’Anyme ne possède pas encore le permis à ce moment-là, il obtient finalement son permis de conduire le 22 juin 2025, ce qui lui permet de piloter lors de l’événement prévu du 3 au 5 octobre sur le circuit des 24 Heures du Mans. Le GP Explorer 3, dernière édition de cette compétition, est attendue par environ 200 000 spectateurs et sera retransmise sur France 2, France 4 et France.tv.
En juin 2025, Anyme devient le streameur francophone le plus regardé sur Twitch, avec une moyenne de 57 103 spectateurs par live et plus de 1,8 million d'abonnés.

#### Tour du monde
Le 18 août 2025, il annonce via une story sur son compte Instagram mettre sa carrière en pause pour une durée indéterminée, en avançant que « tout est allé très vite » et qu'il « préfère arrêter au bon moment ». Il s'agissait en réalité d'un canular visant à promouvoir son tour du monde en stream, qu'il inaugure le 20 août 2025 avec un direct depuis l'Afrique du Sud.

## Anecdote
Le 13 mai 2025, lors de la cérémonie des Flammes, Anyme est embrassé sans son consentement par l’animatrice rap Déborah Skuluch employée chez Booska-P, qui invoque un pari à deux euros. Cet incident, capté en direct sur Twitch, suscite une vive polémique sur les réseaux sociaux, où de nombreux internautes dénoncent une agression sexuelle. Anyme réagit publiquement en précisant que, bien que le geste ait été « très gênant », il n’a pas été émotionnellement affecté et demande à ses abonnés de ne pas alimenter la haine à l’égard de Skuluch.

## Discographie

### Singles
- 2022 : Pardon
- 2022 : Ailleurs (feat. leelben)
- 2022 : Dis-moi (feat. leelben)
- 2022 : Holà
- 2025 : Shamballa (feat. Shaydee's) Or[7]